# Seznam dílů seriálu Vražedné záhady slečny Fisherové
Toto je seznam dílů seriálu Vražedné záhady slečny Fisherové.

## Přehled řad
| Řada | Díly | Premiéra v Austrálii | Premiéra v Austrálii | Premiéra v ČR     | Premiéra v ČR   |
| Řada | Díly | První díl            | Poslední díl         | První díl         | Poslední díl    |
| ---- | ---- | -------------------- | -------------------- | ----------------- | --------------- |
| 1    | 13   | 24. února 2012       | 18. května 2012      | 14. prosince 2017 | 4. ledna 2018   |
| 2    | 13   | 6. září 2013         | 22. prosince 2013    | 1. března 2018    | 17. března 2018 |
| 3    | 8    | 8. května 2015       | 26. června 2015      | 10. září 2018     | 19. září 2018   |

## Seznam dílů

### První řada (2012)
| Č. v seriálu | Č. v řadě | Původní název                | Český název | Režie            | Scénář                        | Premiéra v Austrálii | Premiéra v ČR (Epic Drama) |
| ------------ | --------- | ---------------------------- | ----------- | ---------------- | ----------------------------- | -------------------- | -------------------------- |
| 1            | 1         | Cocaine Blues                |             | Tony Tilse       | Deb Cox                       | 24. února 2012       | 14. prosince 2017          |
| 2            | 2         | Murder on the Ballarat Train |             | Kate Dennis      | Elizabeth Coleman a Deb Cox   | 2. března 2012       | 15. prosince 2017          |
| 3            | 3         | The Green Mill Murder        |             | Kate Dennis      | Michael Miller                | 9. března 2012       | 18. prosince 2017          |
| 4            | 4         | Death at Victoria Dock       |             | Tony Tilse       | Shelley Birse                 | 16. března 2012      | 19. prosince 2017          |
| 5            | 5         | Raisins and Almonds          |             | David Caesar     | Michael Miller                | 23. března 2012      | 20. prosince 2017          |
| 6            | 6         | Ruddy Gore                   |             | David Caesar     | Liz Doran                     | 30. března 2012      | 21. prosince 2017          |
| 7            | 7         | Murder in Montparnasse       |             | Clayton Jacobson | Ysabelle Dean                 | 6. dubna 2012        | 22. prosince 2017          |
| 8            | 8         | Away with the Fairies        |             | Emma Freeman     | Ysabelle Dean a Kelly Lefever | 13. dubna 2012       | 26. prosince 2017          |
| 9            | 9         | Queen of the Flowers         |             | Clayton Jacobson | Deb Cox a Jo Martino          | 20. dubna 2012       | 28. prosince 2017          |
| 10           | 10        | Death by Miss Adventure      |             | Daina Reid       | Liz Doran a Chris Corbett     | 27. dubna 2012       | 29. prosince 2017          |
| 11           | 11        | Blood and Circuses           |             | Emma Freeman     | Shelley Birse                 | 4. května 2012       | 2. ledna 2018              |
| 12           | 12        | Murder in the Dark           |             | Daina Reid       | Ysabelle Dean                 | 11. května 2012      | 3. ledna 2018              |
| 13           | 13        | King Memses' Curse           |             | Daina Reid       | Deb Cox a Elizabeth Coleman   | 18. května 2012      | 4. ledna 2018              |

### Druhá řada (2013)
| Č. v seriálu | Č. v řadě | Původní název              | Český název | Režie            | Scénář                       | Premiéra v Austrálii | Premiéra v ČR (Epic Drama) |
| ------------ | --------- | -------------------------- | ----------- | ---------------- | ---------------------------- | -------------------- | -------------------------- |
| 14           | 1         | Murder Most Scandalous     |             | Tony Tilse       | Kristen Dunphy               | 6. září 2013         | 1. března 2018             |
| 15           | 2         | Death Comes Knocking       |             | Ken Cameron      | Ysabelle Dean                | 13. září 2013        | 2. března 2018             |
| 16           | 3         | Dead Man's Chest           |             | Ken Cameron      | John Banas                   | 20. září 2013        | 5. března 2018             |
| 17           | 4         | Deadweight                 |             | Declan Eames     | John Banas                   | 27. září 2013        | 6. března 2018             |
| 18           | 5         | Murder A La Mode           |             | Sian Davies      | Kristen Dunphy               | 4. října 2013        | 7. března 2018             |
| 19           | 6         | Marked For Murder          |             | Declan Eames     | John Banas                   | 11. října 2013       | 8. března 2018             |
| 20           | 7         | Blood At The Wheel         |             | Sian Davies      | Michelle Offen               | 18. října 2013       | 9. března 2018             |
| 21           | 8         | The Blood of Juana the Mad |             | Peter Adrikidis  | John Banas                   | 25. října 2013       | 12. března 2018            |
| 22           | 9         | Framed For Murder          |             | Peter Adrikidis  | Chris Corbett                | 1. listopadu 2013    | 13. března 2018            |
| 23           | 10        | Death On The Vine          |             | Catherine Millar | Chris Corbett                | 8. listopadu 2013    | 14. března 2018            |
| 24           | 11        | Dead Air                   |             | Catherine Millar | Ysabelle Dean a Mia Tolhurst | 15. listopadu 2013   | 15. března 2018            |
| 25           | 12        | Unnatural Habits           |             | Tony Tilse       | Ysabelle Dean                | 22. listopadu 2013   | 16. března 2018            |
| 26           | 13        | Murder Under the Mistletoe |             | Tony Tilse       | Elizabeth Coleman            | 22. prosince 2013    | 17. března 2018            |

### Třetí řada (2015)
| Č. v seriálu | Č. v řadě | Původní název       | Český název | Režie            | Scénář            | Premiéra v Austrálii | Premiéra v ČR (Epic Drama) |
| ------------ | --------- | ------------------- | ----------- | ---------------- | ----------------- | -------------------- | -------------------------- |
| 27           | 1         | Death Defying Feats |             | Tony Tilse       | Elizabeth Coleman | 8. května 2015       | 10. září 2018              |
| 28           | 2         | Murder & the Maiden |             | Tony Tilse       | Ysabelle Dean     | 15. května 2015      | 11. září 2018              |
| 29           | 3         | Murder & Mozzarella |             | Peter Andrikidis | Chris Corbett     | 22. května 2015      | 12. září 2018              |
| 30           | 4         | Blood & Money       |             | Peter Andrikidis | Belinda Chayko    | 29. května 2015      | 13. září 2018              |
| 31           | 5         | Death & Hysteria    |             | Mat King         | Ysabelle Dean     | 5. června 2015       | 14. září 2018              |
| 32           | 6         | Death at the Grand  |             | Mat King         | Chris Corbett     | 12. června 2015      | 17. září 2018              |
| 33           | 7         | Game, Set & Murder  |             | Daina Reid       | Elizabeth Coleman | 19. června 2015      | 18. září 2018              |
| 34           | 8         | Death Do Us Part    |             | Daina Reid       | Kris Wyld         | 26. června 2015      | 19. září 2018              |